# Minato Mirai 21
Pour les articles homonymes, voir Minato.
Le Minato Mirai 21 (みなとみらい21, Minato Mirai Nijūichi) est le quartier d'affaires de la ville japonaise de Yokohama.
Situé au nord de la gare Sakuragi-cho, il abrite notamment un navire musée, le Nippon Maru, un musée d'art  réalisé par l'architecte Kenzō Tange, un parc d'attractions, Cosmo World, avec sa grande roue Cosmo Clock 21, ainsi qu'un des immeubles les plus hauts d'Asie, la Landmark Tower qui comporte 70 étages.

## Histoire

### Origine du projet
Vers le milieu des années 1960, la population de la ville de Yokohama augmentait d'environ 100 000 personnes par an. À cela s'est ajoutée la rapide industrialisation du front de mer, augmentant de façon importante le trafic routier. Afin d'endiguer cette expansion anarchique de la ville, six projets furent proposés en 1963 au maire de l'époque, Ichio Asukata, pour transformer la ville. Au niveau des transports, il était prévu la construction d'un métro ainsi que d'autoroutes, mais aussi celle du Yokohama Bay Bridge. La ville devait en outre être réorganisée avec un centre-ville redéfini (dont le Minato Mirai 21 aurait fait partie), la construction d'un quartier résidentiel au nord-est de la ville, le Kōhoku New Town, et enfin le déplacement des industries de la ville vers le sud de la baie de Tokyo, au niveau des rives de Kanazawa. Ichio Asukata annonça le projet à la population deux ans plus tard, en 1965.

### La volonté de se démarquer de Tokyo
Du fait de l'importance économique de Tokyo, la ville de Yokohama se comportait en tant que ville-dortoir.

### Lancement officiel du projet
En 1981, le gouvernement métropolitain de Yokohama nomma officiellement le projet « Minato Mirai 21 : MM21 », Minato Mirai se traduisant par « Port du futur » et 21 faisant référence au XXIe siècle.

## Culture et société

### Monuments et lieux célèbres

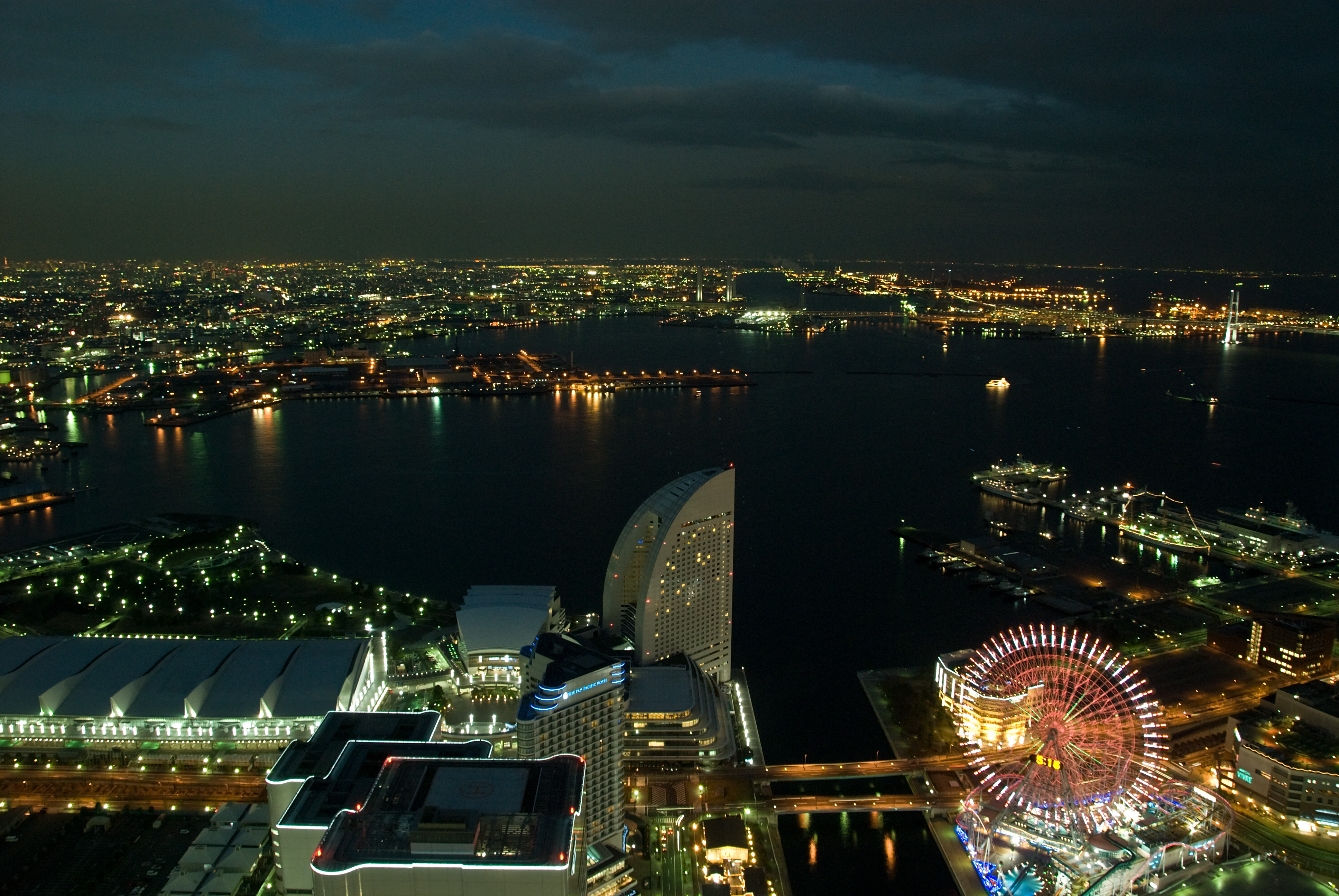
La Cosmo Clock 21 vue depuis la Landmark Tower.

Le quartier du Minato Mirai 21 est connu pour sa Landmark Tower, qui fut jusqu'en mai 2010 le plus haut bâtiment du Japon. Le quartier dispose également du parc d'attractions Yokohama Cosmo World, qui abrite une grande roue haute de 125,5 m, la Cosmo Clock 21. Autre attraction du quartier, le navire-école Nippon Maru, construit en 1930. Amarré depuis 1984 dans le port de Yokomaha, il est désormais un navire musée. 

### Arts

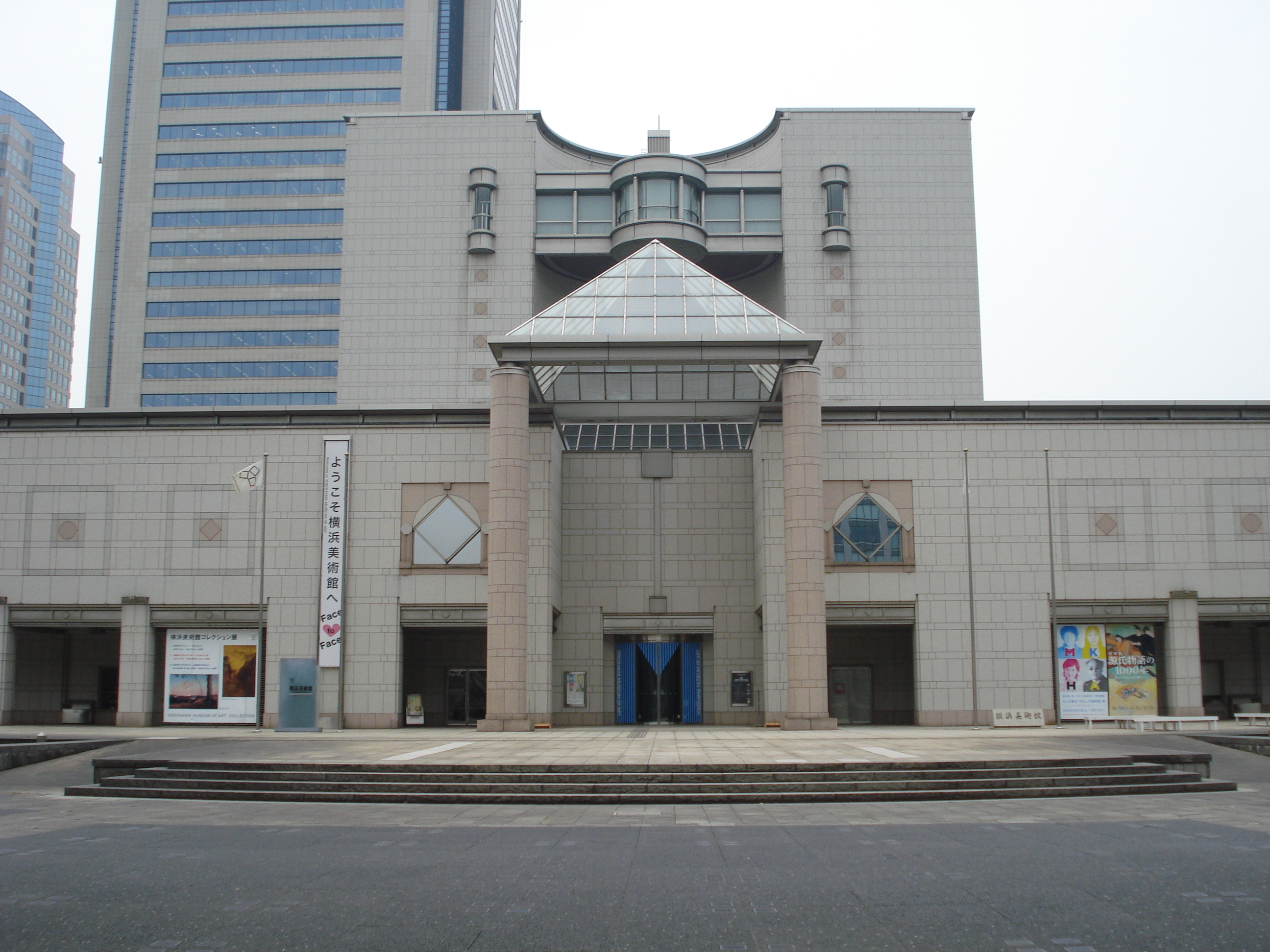
Le musée d'art de Yokohama, conçu par Kenzō Tange.

Le musée d'art de Yokohama, situé non loin de la Landmark Tower, abrite en son sein une collection importante d'œuvres d'art moderne européennes mais aussi d'œuvres d'art japonaises.

### Parcs et équipement sportif

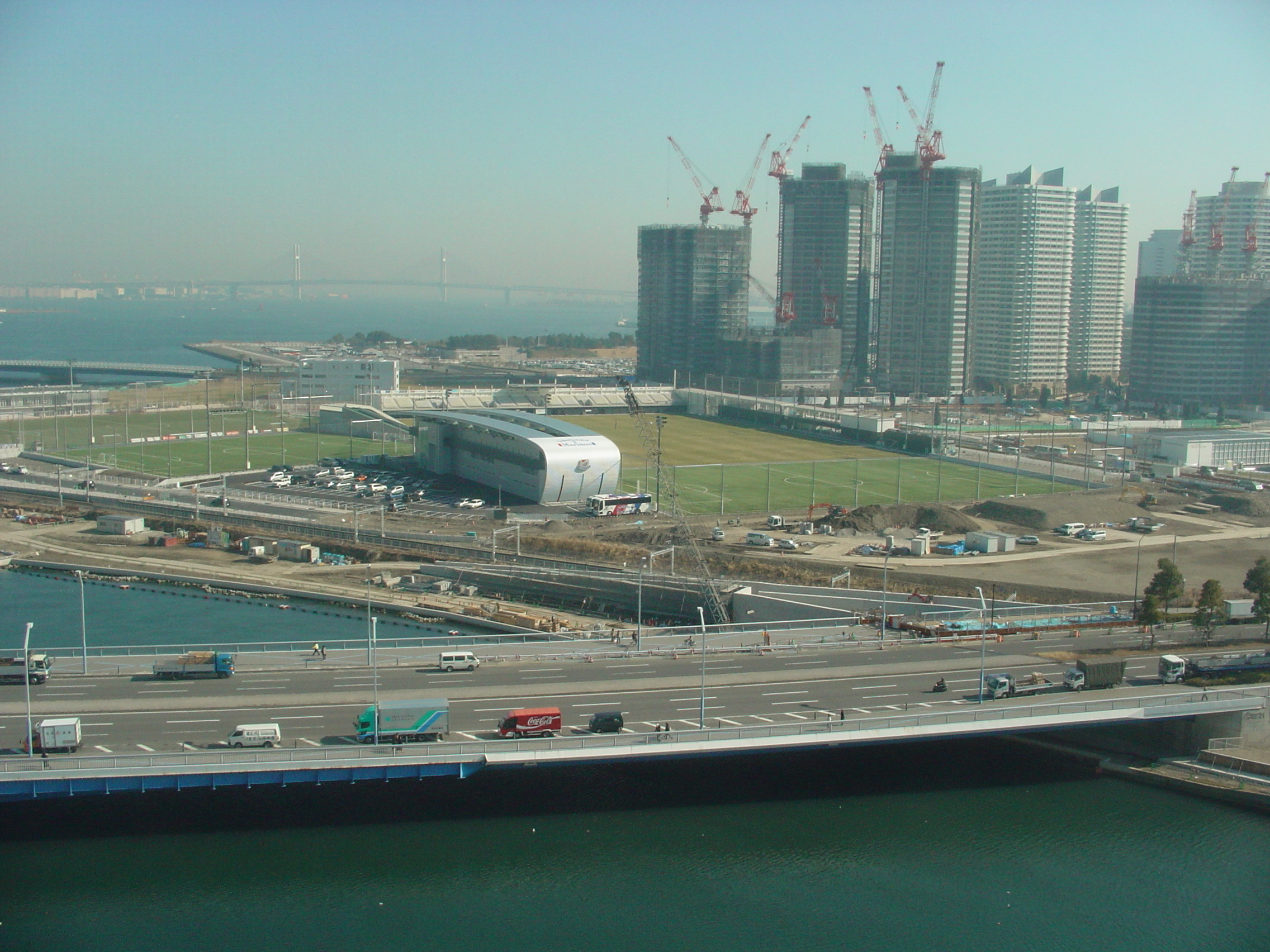
Le centre d'entraînement des Yokohama F·Marinos, plus connu sous le nom de « Marinos Town ».

En janvier 2007, l'équipe de football des Yokohama F·Marinos a installé dans le quartier son centre d'entraînement après deux ans de travaux. Ce dernier porte le nom de « Yokohama F.Marinos MM21 Training Center » et dispose de quatre terrains dont deux synthétiques. Un autre terrain de football, juxtaposé aux quatre autres, a ouvert dès juillet 2006, après un an de travaux, sous le nom de Yokohama Minatomirai Sports Park.
Le quartier, bien que fortement urbanisé, a toujours laissé une place importante aux espaces verts, une partie des 55 000 m2 du Nippon-Maru Memorial Park (日本丸メモリアルパーク, Nippon-Maru Memoriaru Pāku) étant même sortie de terre en avril 1985, cinq mois avant que le premier gratte-ciel fut achevé. 

## Environnement

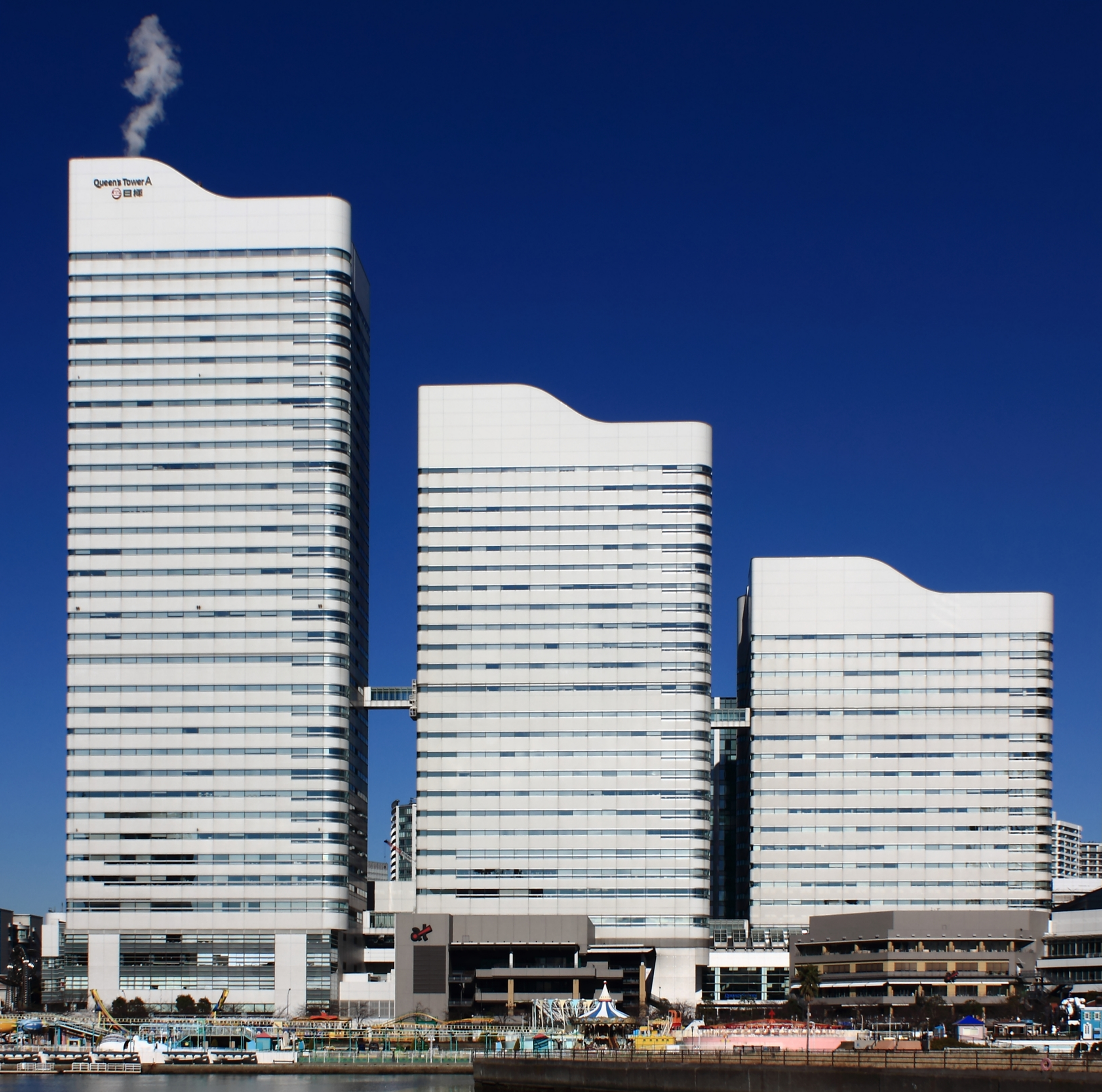
La centrale no 2 du réseau de chaleur se situe sous la plus grande tour du Queen's Square Yokohama.

Le quartier est chauffé et refroidi par un système de réseau de chaleur installé depuis avril 1989. La première centrale se situe non loin de la gare de Sakuragichō tandis que la seconde, ouverte en juillet 1997, se trouve sous le Queen's Square Yokohama. Leur exploitation est assurée par la société Minato Mirai 21 District Heating and Cooling Company. Le système de refroidissement, d'une capacité énergétique de 120 000 kWh, se compose de deux réservoirs de glace de 1 100 m3 de la société française Cristopia, fabriqués sous licence par Mitsubishi Chemical.